# Predom

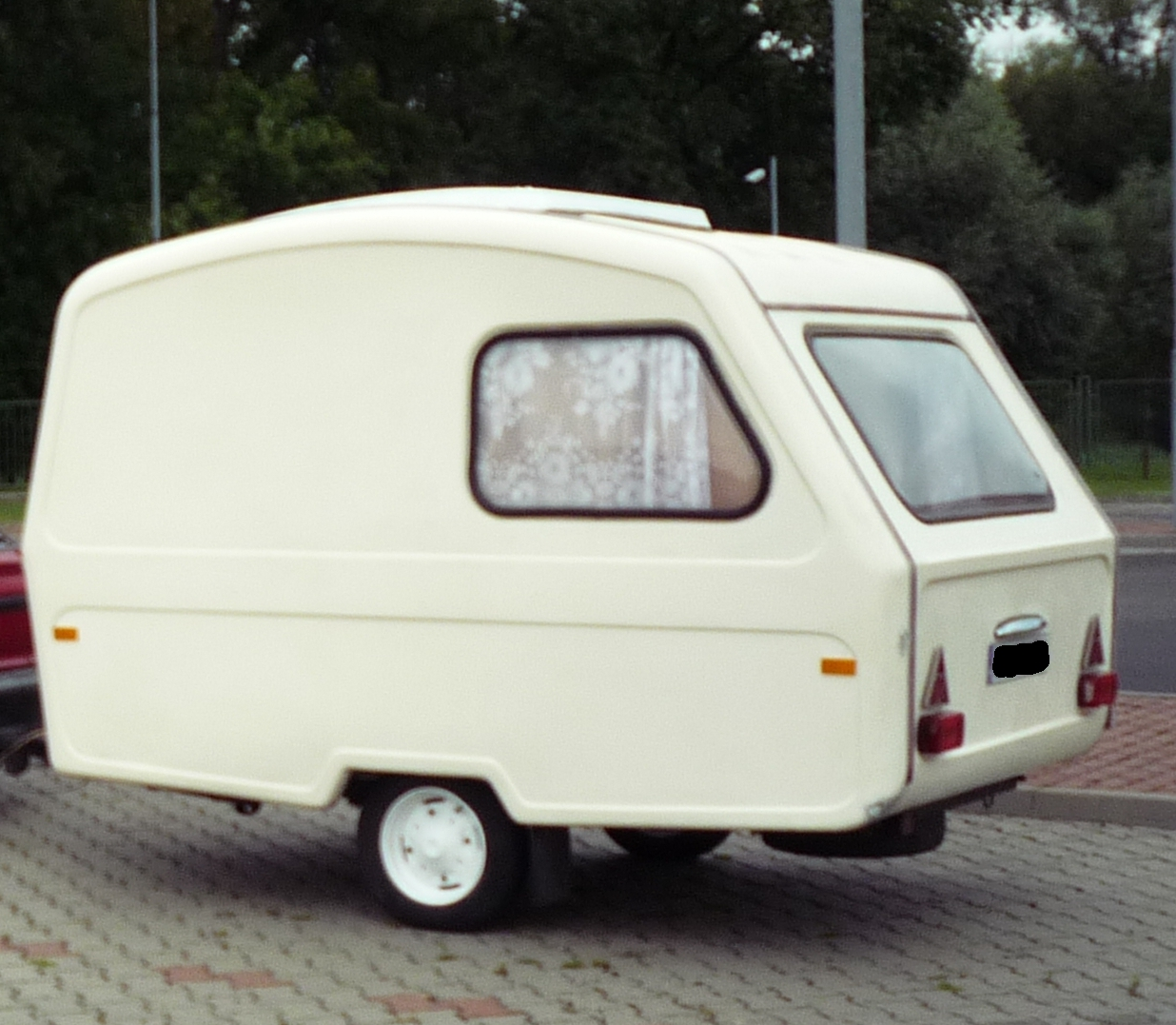
Predom N126-D/E

De Predom is een caravan die sinds 1973 wordt geproduceerd door de caravan- en aanhangwagenfabriek in Osiedle Niewiadów, Ujazd in het Poolse woiwodschap Łódź. Tegenwoordig worden de caravans verkocht onder de merknaam Niewiadów. De caravan wordt nog steeds op dezelfde manier gemaakt als de eerste modellen en ziet er de dag van vandaag nog identiek hetzelfde uit als toen. De Caravan beschikt over 6 zitplaatsen waarvan er 4 zitplaatsen tot bed gevormd kunnen worden. De caravan was erg populair bij gepensioneerde campeerders.

## Geschiedenis
De modelaanduiding van de Predom, N126, is afgeleid van de Fiat 126p, omdat de caravan gebouwd is met componenten van deze kleine auto en daar ook door getrokken kan worden.
De productie van caravans begon in 1966. De naam van de fabriek in huishoudelijke apparatuur en toerisme was eerst Prespol-Predom en in 1986 weer Niewiadów. In 1973 werd de beroemde caravan N126 geïntroduceerd en in 1976 de N132.
In 1994 werd het bedrijf omgevormd tot een naamloze vennootschap. De volgende stap was de scheiding van de twee bedrijven: trailerfabriek Niewiadów SP. z o.o. en diervoederfabriek FAD Niewiadów SP. z o.o. In april 2006 vond er een samenvoeging van alle bedrijven plaats tot Niewiadów S.A.
De caravans werden in Nederland verkocht onder de naam Predom, in Engeland als Freedom, in Duitsland als Niewiadow, in Spanje als Bambina en in Frankrijk als La Bohème. In samenwerking met Kabe werden er vanaf 2008 Eximo-caravans gebouwd (een dochtermerk van Kabe).
Tegenwoordig worden deze caravans in Nederland verkocht onder de naam Niewiadow.
Sinds het model gebouwd wordt, is de uitrusting steeds verder verbeterd en zijn verschillende uitvoeringen van deze polyester caravan geïntroduceerd. Zo ontstonden de N126a, b, d, e en et. Versie b had in tegenstelling tot versie a een elektrische installatie van 220 volt met externe aansluiting, versie d (voor drie personen) een oplooprem en ramen die geopend konden worden. Bij versie e ging men terug naar de oorspronkelijke binnenuitrusting voor vier personen en versie et (voor twee personen) beschikte over een toiletruimte. Ook verscheen een model zonder hefdak, de N126n in verschillende uitvoeringen (N126n, nt en nl) voor twee of vier personen.
Alle modellen hebben tegenwoordig standaard een Cramer/Dometic-kooktoestel, spoelbak en Dometic-koelkast. Optioneel worden een Truma-gaskachel, badkamer met Thetford-toilet en voortent of luifel aangeboden. Bij een leeggewicht van 550 tot 600 kg is de Predom ook tegenwoordig nog een populaire caravan voor kleinere trekauto's. De uitvoering met hefdak werd na een productiestop van vijf jaar in 2010 weer in productie genomen.